# Ebersdorf bei Coburg
Ebersdorf bei Coburg er en kommune i Landkreis Coburg i Regierungsbezirk Oberfranken i den tyske delstat Bayern.

## Geografi
Ebersdorf ligger i den øvre dal til Füllbaches, som er en biflod til Itz. Syd for byen ligger Lichtenfelser Forst.

### Nabokommuner
Ebersdorf bei Coburg grænser til følgende kommuner (med uret, fra nord): Rödental, Sonnefeld, Weidhausen bei Coburg, Lichtenfels, Neustadt bei Coburg, Grub am Forst

### Kommuneinddeling
Ud over Ebersdorf hører yderligere fem landsbyer til kommunen:
- Friesendorf
- Frohnlach
- Großgarnstadt
- Kleingarnstadt
- Oberfüllbach

Ebersdorf blev grundlagt omkring 1200 af greve Eberhard von Sonneberg. 1260 blev der oprettet et Nonnekloster.
Ebersdorf har været et centrum for bødkeri, og der har været en del kurvemageri i omegnen, som i dag delvist har overlevet i møbelinustrien.
Som en del af Amtet Sonnefeld hørt kommunen indtil 1918 til hertugdømmet Sachsen-Coburg, kun mellem 1705 og 1826 var den en del af hertugdømmet Sachsen-Hildburghausen. 1920 blev den sammen med Freistaat Coburg indlemmet i Bayern.